# Домініковиці (Малопольське воєводство)
Домініковіце (пол. Dominikowice) — село в Польщі, у гміні Горлиці Горлицького повіту Малопольського воєводства.
Населення — 2056 осіб (2011).

## Географія
У селі бере початок потік Кобилянка.

## Демографія
Демографічна структура станом на 31 березня 2011 року:
|          | Загалом | Допрацездатний вік | Працездатний вік | Постпрацездатний вік |
| -------- | ------- | ------------------ | ---------------- | -------------------- |
| Чоловіки | 1053    | 251                | 693              | 109                  |
| Жінки    | 1003    | 187                | 600              | 216                  |
| Разом    | 2056    | 438                | 1293             | 325                  |